# Chludowo
Chludowo – wieś w Polsce położona w województwie wielkopolskim, w powiecie poznańskim, w gminie Suchy Las.
Wieś duchowna, od 1248/1250 z nadania książąt Przemysła I i Bolesława Pobożnego własność klasztoru Cysterek w Owińskach. Pod koniec XVI wieku leżała w powiecie poznańskim województwa poznańskiego.
W latach 1954–1971 wieś należała i była siedzibą władz gromady Chludowo, po jej zniesieniu w gromadzie Suchylas. W latach 1975–1998 miejscowość administracyjnie należała do województwa poznańskiego.

## Geografia
Miejscowość położona w północnej części Gminy Suchy Las, 19 km od Poznania, która liczy 1425 mieszkańców (2021).

## Nazwa
Miejscowość pod obecnie używaną nazwą Chludowo wymieniona jest w łacińskim dokumencie wydanym w Poznaniu w 1280 roku sygnowanym przez księcia wielkopolskiego Przemysła II.

## Historia
Pierwsze ślady pobytu człowieka znaleziono tu z okresu wpływów rzymskich. W piśmiennictwie wspomnienia o Chludowie pojawiają się między XIII–XV wiekiem. W roku 1250 Chludowo zostało nadane klasztorowi Cysterek z Owińsk. W latach 1797–1909 własność rodziny von Treskowów.
W Chludowie znajduje się modrzewiowy kościół pw. Wszystkich Świętych, który został zbudowany w 1736 po pożarze poprzedniego wzniesionego w 1710 roku, poświęcony w 1744 roku przez sufragana poznańskiego bpa Józefa Kierskiego we wspomnienie Mateusza Ewangelisty 21 września. Zbudowany jest na planie krzyża z dwoma bocznymi kaplicami. Pierwotny wystrój był barokowy z charakterystyczną dla ówczesnego budownictwa „tęczową belką”. W ołtarzu znajduje się figura Matki Bożej Królowej Pokoju. Na szczycie dachu umieszczono tabliczkę z blaszanym hełmem i chorągiewką, na której wytłoczono rok powstania kościoła – 1736. Od 1945 roku kościołem opiekują się misjonarze werbiści, których nowicjat mieści się na terenie parafii od 1935 roku.
W 1879 roku wybudowano i oddano do użytku linię kolejową nr 354 łączącą Poznań i Piłę oraz znajduje się przystanek kolejowy. Przez Chludowo przebiega droga krajowa nr 11, która prowadziła przez centrum wsi, w 1981 roku został oddany nowy szerszy odcinek tej drogi który omija najgęściej zabudowaną część miejscowości dzieląc w ten sposób Chludowo na dwie części.
Na przełomie wieków w Chludowie działała mleczarnia, która kilka lat temu została odnowiona; obecnie funkcjonuje w niej hotel i restauracja.
Chludowo od strony wschodniej otacza poligon wojskowy Biedrusko, który został utworzony na początku XX wieku przez armię pruską. 7500 hektarowy obszar podmiejski, o unikatowym i nieskażonym cywilizacją bogactwie flory i fauny. Niepowtarzalnie piękny krajobraz upodobali sobie filmowcy. W 1974 roku realizowano na poligonie sceny do filmu Kazimierz Wielki Ewy i Czesława Petelskich. Kręcono tu także w roku 1998 sceny do filmu Jerzego Hoffmana pt. Ogniem i Mieczem, a w 2000 roku amerykańska ekipa filmowa realizowała tu niektóre sceny Dowodu życia Taylora Hackforda. Wieś graniczy z następującymi miejscowościami: Maniewo, Świerkówki, Wargowo, Zielątkowo i Golęczewo.
W Chludowie od 1934 roku istnieje zgromadzenie księży werbistów. Zostało przeznaczone na pierwszy w prowincji polskiej nowicjat dla kleryków i braci. Wcześniej mieszkał tu przywódca Narodowej Demokracji, Roman Dmowski, który zakupił resztówkę w 1922. W 1940 roku Niemcy utworzyli w domu obóz przejściowy dla zakonników i księży z okolicy. Potem dom zamieniono na przychodnię i obiekt wojskowy. Po groźnym pożarze, w latach 1956–1958 podjęto odbudowę domu. Od 1978 roku mieści się tutaj na powrót nowicjat dla kleryków i braci zakonnych. Dom Księży Werbistów otoczony jest parkiem, którego centralnym miejscem jest staw. Oprócz drzew m.in. buków, pnączy i krzewów, mieszkają tutaj gołębie hodowlane, przepiórki, łabędzie, kaczki, gęsi, bażanty, pawie, króliki miniaturowe. W budynkach Zgromadzenia znajduje się Muzeum Etnograficzne Misyjne, w którego zbiorach znajdują się przeróżne przedmioty z misji. Od 2009 roku przy klasztorze Werbistów działa Werbistowskie Centrum Młodych, które organizuje coroczne Misyjne Święto Młodych.
Od roku 1946 istnieje orkiestra dęta. W Chludowie znajduje się szkoła podstawowa im. Ojca Mariana Żelazka (werbisty, misjonarza; nadanie imienia odbyło się 15 czerwca 2002 roku) oraz przedszkole. Od 2000 roku przy szkole podstawowej istnieje Zespół Pieśni i Tańca Chludowianie. W 1988 roku oddano do użytku nowy ośrodek zdrowia, a w 2021 ośrodek kultury w budynku tzw. Starego Baru z początku XX wieku.